# Донецький сільський округ
Доне́цький сільський округ (каз. Донецк ауылдық округі, рос. Донецкий сельский округ) — адміністративна одиниця у складі Тайиншинського району Північноказахстанської області Казахстану. Адміністративний центр — село Донецьке.
Населення — 1618 осіб (2021; 2431 у 2009, 2965 у 1999, 4070 у 1989).
Станом на 1989 рік існували Донецька сільська рада (село Донецьке, Озерне, Подольське, Ульяновка) та Краснокиївська сільська рада (села Білоярка, Краснокиївка) колишнього Чкаловського району.

## Склад
До складу округу входять такі населені пункти:
| Населений пункт    | Старі назви | Населення, осіб (1989) | Населення, осіб (1999) | Населення, осіб (2009) | Населення, осіб (2021) |
| ------------------ | ----------- | ---------------------- | ---------------------- | ---------------------- | ---------------------- |
| Білоярка, село     | -           | 818                    | 469                    | 302                    | 109                    |
| Донецьке, село     | -           | 1123                   | 895                    | 787                    | 553                    |
| Краснокиївка, село | -           | 750                    | 620                    | 512                    | 343                    |
| Озерне, село       | -           | 294                    | 224                    | 187                    | 150                    |
| Подольське, село   | -           | 961                    | 757                    | 643                    | 463                    |
| Ульяновка, село    | -           | 124                    | 39                     | -                      | -                      |